# Commodore 8050
El Commodore 8050, Commodore 8250 y Commodore SFD-1001 son disqueteras de 5¼ pulgadas fabricadas por Commodore International, principalmente por sus series de computadoras CBM y PET de 8 bits. Las unidades ofrecían capacidades de almacenamiento mejoradas con respecto a los modelos anteriores de Commodore.

## Especificaciones
Los tres modelos utilizan disquetes de 5¼ de pulgada doble densidad con un densidad de pista de 100 pistas por pulgada, para un total de 77 pistas lógicas por lado.  Los datos se codifican utilizando el esquema grabación codificada en grupo propio de Commodore. La sectorización por software se utiliza para la alineación de pistas. Como la mayoría de las otras unidades de disco Commodore, estas unidades utilizan zona de grabación de bits para mantener una densidad de bits constante en todo el disco. La capacidad formateada es de aproximadamente 0,5 megabytes por lado, o 1 megabyte (1.066.496 bytes) en 4166 bloques en total.
El 8050 es de simple cara, mientras que el 8250 y el SFD-1001 son discos de doble cara. Las unidades de doble cara pueden leer y escribir completamente en discos formateados por unidades de una cara, pero las unidades de una cara solo pueden leer y escribir en la parte frontal de los discos formateados por unidades de dos caras.
Tanto el 8050 como el 8250 están alojados en una carcasa de disco doble similar al Commodore 4040. El SFD-1001 está alojado en una carcasa de una sola unidad similar al Commodore 1541. El 8250LP, una revisión de perfil bajo del 8250, está alojado en una carcasa más corta de doble unidad que es estilísticamente similar al SFD-1001. Todos los modelos incluyen una fuente de alimentación interna y un conector de datos IEEE-488 en la parte posterior de la carcasa. El 8050 y el 8250 incluyen sensores de pestillo que pueden detectar cuándo se inserta o quita un disco.
Estas unidades no son de «modo dual», por lo que no pueden leer ni escribir discos de 5¼ pulgadas formateados por modelos de 48 tpi de menor capacidad, como los Commodore 1541 o 4040. Tampoco pueden leer ni escribir discos de 5¼ pulgadas formateado por unidades de 96 tpi, como el disco IBM PC de 640 kilobytes o el disco Commodore Amiga de 880 kilobytes, debido a la pequeña diferencia en el espacio entre pistas. Por último, no pueden leer ni escribir discos de 5¼ pulgadas de alta densidad debido tanto a la diferencia en el espaciado de las pistas como a la diferencia en la coercitividad del cabezal de escritura (300-oersted para doble densidad, 600-oersted para alta densidad).